# Saint-Sauveur (Somme)
Saint-Sauveur is een plaats in Frankrijk, gelegen in het departement Somme in de regio Hauts-de-France.

## Demografie
Onderstaande figuur toont het verloop van het inwonertal (bron: INSEE-tellingen).

1. ↑  Populations de référence 2022.